# Vaisheshika Sutra
Le Vaisheshika Sutra (IAST Vaiśeṣikasūtra ) est le texte fondateur de l'école de philosophie indienne āstika connue sous le nom de Vaisheshika.